# Glyphoglossus yunnanensis
Glyphoglossus yunnanensis е вид жаба от семейство Тесноусти жаби (Microhylidae). Видът не е застрашен от изчезване.

## Разпространение
Разпространен е във Виетнам и Китай.

## Описание
Популацията на вида е стабилна.